# Hjukse
Hjukse ou Hjuksevelta ou encore Hjuksebø est une localité norvégienne de la commune de Sauherad qui est rattaché à Midt-Telemark, dans le Comté de Telemark.
La commune compte, au 1er janvier 2022, 271 habitants. La superficie en est de 0,57 km2, soit une densité de 568.4 hab/km2.

## Géographie
La localité est frontalière à la commune de Notodden. À l'est de la localité se trouve le lac Heddalsvatnet. Hjukse se situe à 7 km au sud du centre de la commune de Notodden et à 18 km au nord-est du centre administratif de la commune de Sauherad : Akkerhaugen.

## Activités
La seule entreprise de la localité est une entreprise de transport routier : Eek Transport AS.
Il y a également quelques aires de loisir au bord du lac Heddalsvatnet.
La ligne ferroviaire du Sørland passe au sud de la localité qui comptait une gare; mais plus aucun train ne s'y arrête depuis 2004.